# Boeing F-15SE Silent Eagle

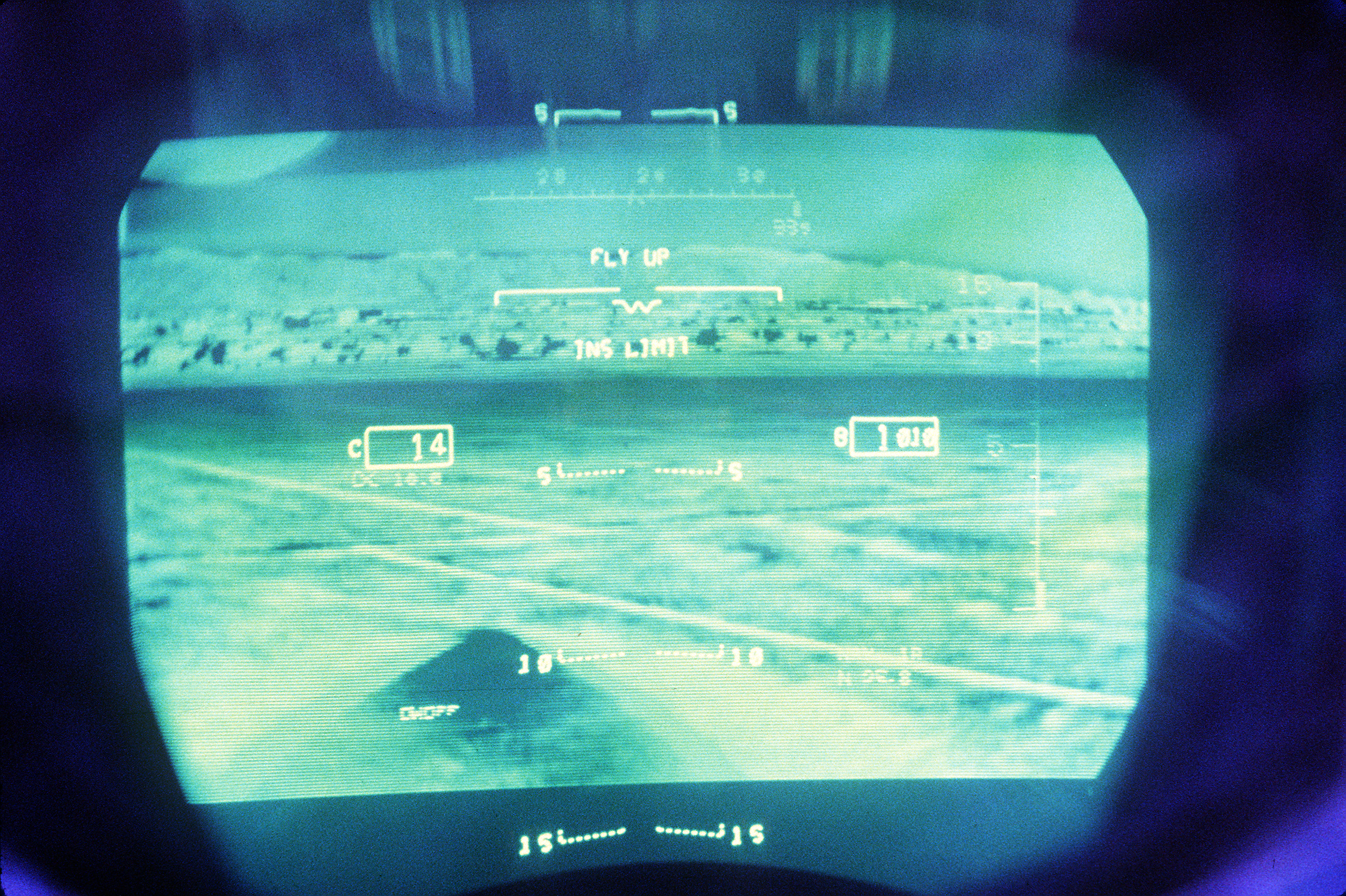
Immagine dell'HUD IR dell'F-15E

Il Boeing F-15SE Silent Eagle (aquila silenziosa in inglese) è un caccia multiruolo sviluppato dall'azienda statunitense Boeing a partire dall'F-15E Strike Eagle e dotato di alcune caratteristiche stealth quali la presenza di stive interne per il trasporto di materiale bellico e l'utilizzo delle vernici Radar-Absorbent Material (RAM), applicate sulla fusoliera.

## Storia

### Sviluppo
Versione più recente di tutti gli F-15Eagle, l'F-15 SE è stato presentato per la prima volta al grande pubblico il 17 marzo 2009, dall'azienda produttrice Boeing IDS. Per il suo sviluppo la ditta si è avvalsa dell'esperienza accumulata con l'acquisizione del progetto del precedente Strike Eagle, prodotto inizialmente dalla McDonnell Douglas e con la partecipazione, assieme a Lockheed Martin, alla realizzazione dell'F-22 Raptor. Grazie al know-how acquisito sul campo è stato possibile realizzare un velivolo dalle capacità simili a quelle richieste ai caccia appartenenti alla quinta generazione , ad un costo d'esercizio più accessibile. 
Tuttavia, nonostante sfrutti molte delle ultime tecnologie sviluppate in campo aeronautico, il Silent Eagle viene annoverato fra i velivoli della generazione precedente a causa dei valori ancora troppo elevati della propria RCS (Radar Cross-Section), che è comparabile con gli stealth puri solo nella sezione anteriore.
Offerto sul mercato internazionale, a lungo sono stati reclamizzati le sue elevate prestazioni ed i costi contenuti capaci di fornire così un rapporto qualità-prezzo migliore rispetto ai più recenti velivoli militari.
A svolgere il ruolo di prototipo del Silent Eagle, è stato il primo F-15E (matricola 86-0183) di serie, rinominato F-15E1, che e ha compiuto il suo primo volo nelle nuove vesti di banco prova volante l'8 luglio 2010.
Il 20 luglio successivo è stato effettuato, con successo, il primo lancio di un missile AMRAAM dalle Conformal Weapons Bays interne.
Il prezzo per ogni esemplare è stimato oggi intorno ai 100 milioni di dollari, inclusi supporto logistico ed addestramento iniziale.  Inoltre Boeing è alla ricerca di aziende partner a cui appoggiarsi per la produzione del velivolo, facendo risultare ancor più economico l'acquisto di ogni esemplare finito.

### Impiego operativo
I potenziali clienti di mercato del Silent Eagle, sono, in linea di massima gli attuali operatori dell'F-15 Eagle.
- Israele
- Arabia Saudita
- Giappone
- Corea del Sud

Nonostante Boeing avesse già intavolato trattative con la Corea del Sud riguardo alla vendita di un lotto di esemplari dal 2009, il velivolo non ha raccolto ordinativi dal mercato estero poiché all'epoca la Boeing non era in possesso dell'autorizzazione alla vendita da parte del Governo degli Stati Uniti, giunta solo nel mese di luglio 2010.
Fonti diplomatiche hanno rivelato, inoltre, il notevole interesse del governo israeliano a dotarsi della versione stealth dell'Eagle: il 6 luglio 2010, in un incontro con il presidente Barack Obama, il Primo Ministro israeliano Benjamin Netanyahu chiedeva se vi fosse la possibilità di esportare in Israele il suddetto velivolo. Il presidente statunitense rispondeva negativamente.

## Descrizione tecnica
L'F-15SE è un velivolo biposto, bireattore, ad ala alta, con impennaggio a doppia deriva e ad elevate prestazioni, in grado di sfruttare a suo favore alcuni accorgimenti strutturali che ne diminuiscono la traccia radar. Basato sul precedente Strike Eagle, ha in dotazione, a differenza del suo predecessore, due CWB (Conformal Weapons Bays) poste nella parte inferiore della fusoliera e simili a quelle dell'F-22 e dell'F-35, che sostituiscono le classiche CFT Conformal Fuel Tanks -serbatoi di carburante conformi - aumentando la capacità di carico bellico a fronte di una minore autonomia.
Le derive hanno una inclinazione verso l'esterno di 15 gradi.
Il velivolo sarà dotato di un radar AESA della Raytheon e di un nuovo sistema per la guerra elettronica sviluppato dalla BAE Systems.  Sebbene concepito per svolgere missioni d'intercettazione ad alta e bassa quota e di superiorità aerea, grazie all'integrazione di un'avionica più avanzata potrà essere utilizzato, con discreti risultati, anche contro postazioni radar ed altri obiettivi al suolo.